# 株主名簿
株主名簿（かぶぬしめいぼ）とは、発行会社が株主を把握するために作成される名簿のこと。日本法では会社法121条（商法旧223条）以下に規定がある。
- 会社法は、以下で条数のみ記載する。

## 株主名簿の機能
株式の取得（譲受）を株式発行会社に認知させ、株主権利を確定させるためには、株主名簿に自己の氏名又は名称を記載（又は記録）してもらう（名義書換請求）必要がある（130条）。仮に名義書換を失念した場合（失念株）は株主としての権利が制約される。また、会社が株主に対してする通知等は、株主名簿に記載等がある株主の住所に宛てて発すれば足りる（126条）。

## 株主名簿記載（記録）事項
日本法においては121条に規定が有り、以下の事項が株式名簿記載事項と定められている。
1. 株主の氏名及び住所
2. 株主の有する株式の種類及び数（種類株式発行会社にあっては、株式の種類及び種類ごとの数）
3. 各株式の取得年月日
4. 株券を発行している場合にはその番号

## 株主名簿の公示
- 書面等の交付（122条）
- 店頭での備置及び閲覧（125条2項）
本店又は、株主名簿管理人がある場合にあっては、その営業所に備え置かなければならない。
株主及び債権者は、株式会社の営業時間内は、いつでも、閲覧又は謄写の請求をすることができる。

## 株主名簿の閉鎖
かつて商法旧会社編に存在していた制度。一定の期間、株主名簿の名義書換を拒否できるというもの。株主総会において議決権を行使する株主を確定する手段の一つとして存在したが、その閉鎖期間においては株式の権利が大きく制約を受けるため、株式の譲渡の利益をより損なわない制度である基準日制度に一本化された。

## 基準日
その日に株主名簿に記載・記録されている基準日株主を定め権利者とする日のこと（124条1項）。
基準日から三箇月以内に行使することができる権利の内容を定めなければならない（124条2項）。

## 株主名簿管理人
株主名簿の作成及び備置きその他株主名簿に関する事務に携わる人（法人）のことを平成17年改正前商法においては名義書換代理人と呼称していたが、業務内容は名義書換に留まるものではないため、会社法では、123条において、株主名簿管理人と名称が改められた。株主名簿管理人を設置する場合は定款にその旨規定される。具体的な株主名簿管理人は株式取扱規程に規定され、登記により公示される。

### 主な株主名簿管理人
（代行専業3社）
- 日本証券代行株式会社
- 東京証券代行株式会社
- 株式会社アイ・アールジャパン

（大手信託銀行3行）
- 三菱UFJ信託銀行株式会社
- みずほ信託銀行株式会社
- 三井住友信託銀行株式会社

## 実務での運用

### 公開企業の株主名簿
株式公開企業では、証券取引所の規定により証券代行専門会社あるいは信託銀行を株主名簿管理人に選任し、株主名簿の作成と株主の管理を委託することが義務づけられている。

### 株券電子化
上場会社は社債、株式等の振替に関する法律の施行により平成21年1月5日より株式等振替制度（いわゆる株券の電子化）に一斉移行したため、上場会社の株券は全て無効となっている。
振替制度への移行に伴い、株式の権利移転方法が従来の(1)株券の譲渡および（2）口座振替（保管振替制度を利用した場合のみ）から、口座振替による権利移転に一本化された。
振替制度では、株主の権利は証券会社等の口座管理機関の振替口座簿に記載される電磁記録により生じる。

### 振替制度への移行
株券電子化までに証券会社等を通じて証券保管振替機構に株券を預託していた株式については、特段の手続きを経ることなく新制度へ移行した。
一方、タンス株や株券の発行されていない単元未満株式等、証券会社の口座にて管理していなかった株式については、株券電子化の際に会社が「特別口座」を開設し、その権利を保護することになっている。特別口座にて管理されている株式は、いつでも証券会社等に開設した自身の口座へ移す（口座振替）ことが可能であるが、特別口座から直接株式を売却することはできない。また証券会社にて管理している株式を特別口座に移すこともできない。

### 振替制度における株主名簿の作成
振替制度では株券が廃止されるため、株券の名義書換（＝株主名簿の書換）手続きが無くなる。
振替制度におけるの株主名簿は以下の流れにより作成される。
1. 証券会社等は、基準日（決算基準日など）時点で株式を保有する株主（加入者）を証券保管振替機構に報告（＝総株主報告）
2. 証券保管振替機構は、受け取った情報の中から重複する株主をまとめたうえで、発行会社（株主名簿管理人）に通知（＝総株主通知）

この総株主通知により通知した株主については、次の決算基準日（通常は半年後）までその株主情報に変更がある都度その変更を発行会社に通知する。これは、基準日とその後の諸事務が実施されるまでの間の変更を反映させるためである。これにより、例えば3月末の基準日と6月に招集通知を発する際の間に住所変更があった場合でも、（事務的に可能な限り）最新の情報を反映させることができる。

### 株式等振替制度における株主の確認手段
上場会社の株主名簿は基準日（通常は半年ごと）しか作成されないため、期中において新たに株主となった者を株主であるか確認する手段がなく、また直近の基準日で株主であっても株式を売却する可能性があることから、「知りたい時」に株主であるか把握することができない。また、株主側からも少数株主権の行使の際などに会社に対し株主であることを証明することができないという問題が生じる。このため、以下の手続きが用意されている。
1. 個別株主通知：株主が、株主であることを発行会社に通知するもの
2. 情報提供請求：会社が、自社の株主に該当する者が居るか、各口座管理機関（証券会社など）に通知させるもの